# Suurisaari (ö i Finland, Södra Savolax, Nyslott, lat 62,40, long 28,39)
Suurisaari är en ö i Finland. Den ligger i sjön Syvä och i kommunen Heinävesi i den ekonomiska regionen  Nyslotts ekonomiska region  och landskapet Södra Savolax, i den sydöstra delen av landet, 300 km nordost om huvudstaden Helsingfors. Öns area är 0,8 hektar och dess största längd är 120 meter i sydväst-nordöstlig riktning.